# Тропа

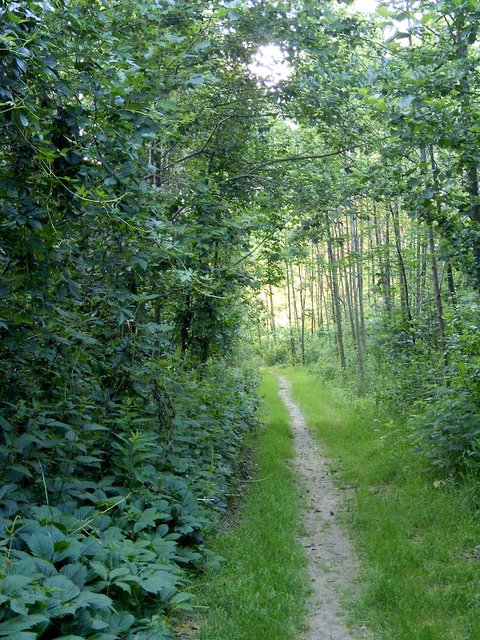
Тропинка в лесу.

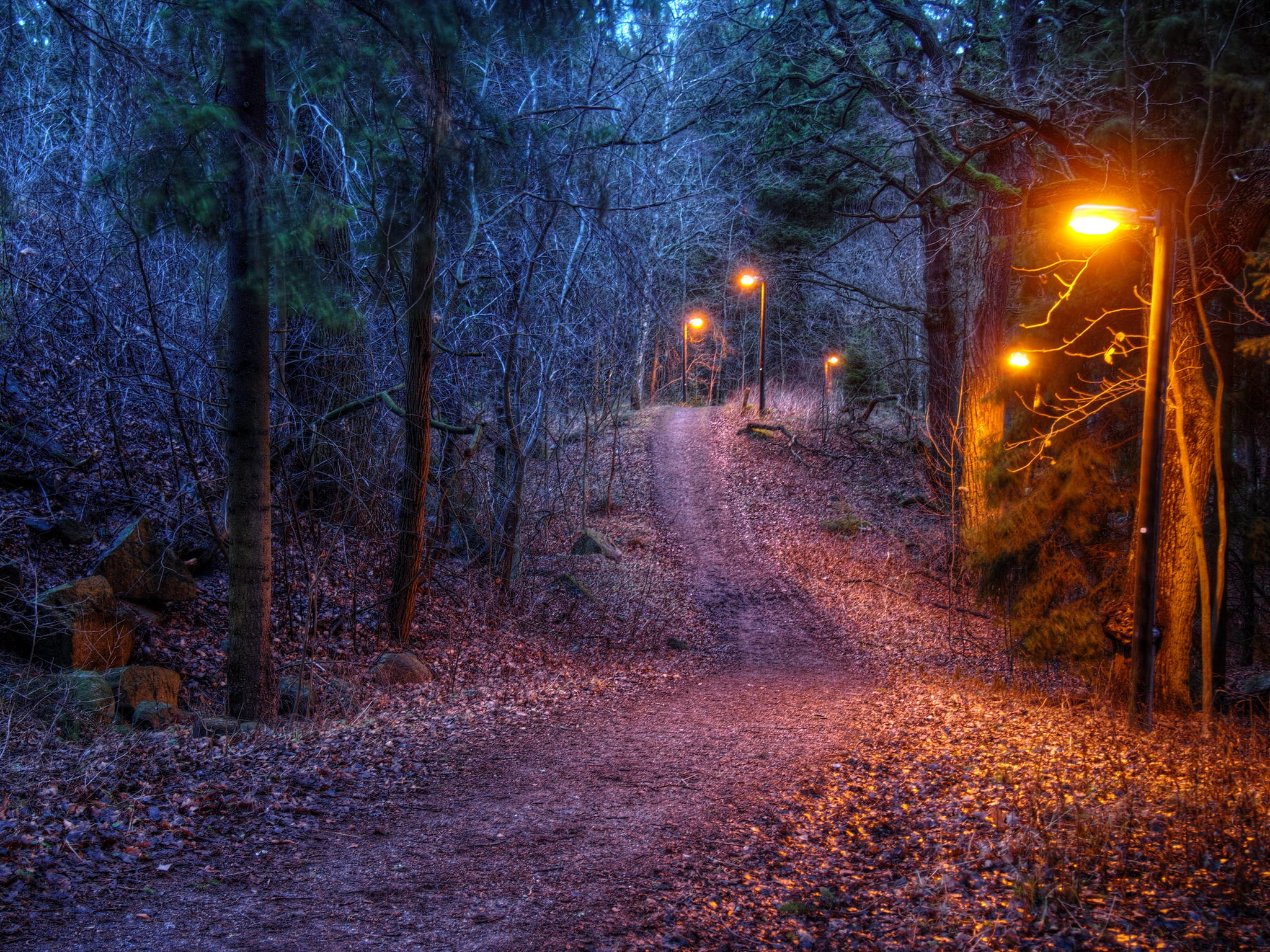
Тропа на Юргордене.

Тропа́ (тропи́нка) — узкая кем-либо протоптанная дорожка без дорожного покрытия.
Название происходит от устаревшего русского глагола «тропать» (топтать ногами, ходить со стуком). Ранее в России (на Руси) помимо грунтовую дорог (тракт, шлях и так далее) были и вьючные тропы, по которым мог передвигаться только вьючный транспорт. Тропа, тропка, тропи́на, тропинка — протоптанная, тореная дорожка, пешеходная может быть короткой, несколько сотен метров, после чего она выводит к более крупной (широкой) дороге. Хотя есть и исключения, Аппалачская тропа тянется на несколько тысяч километров.

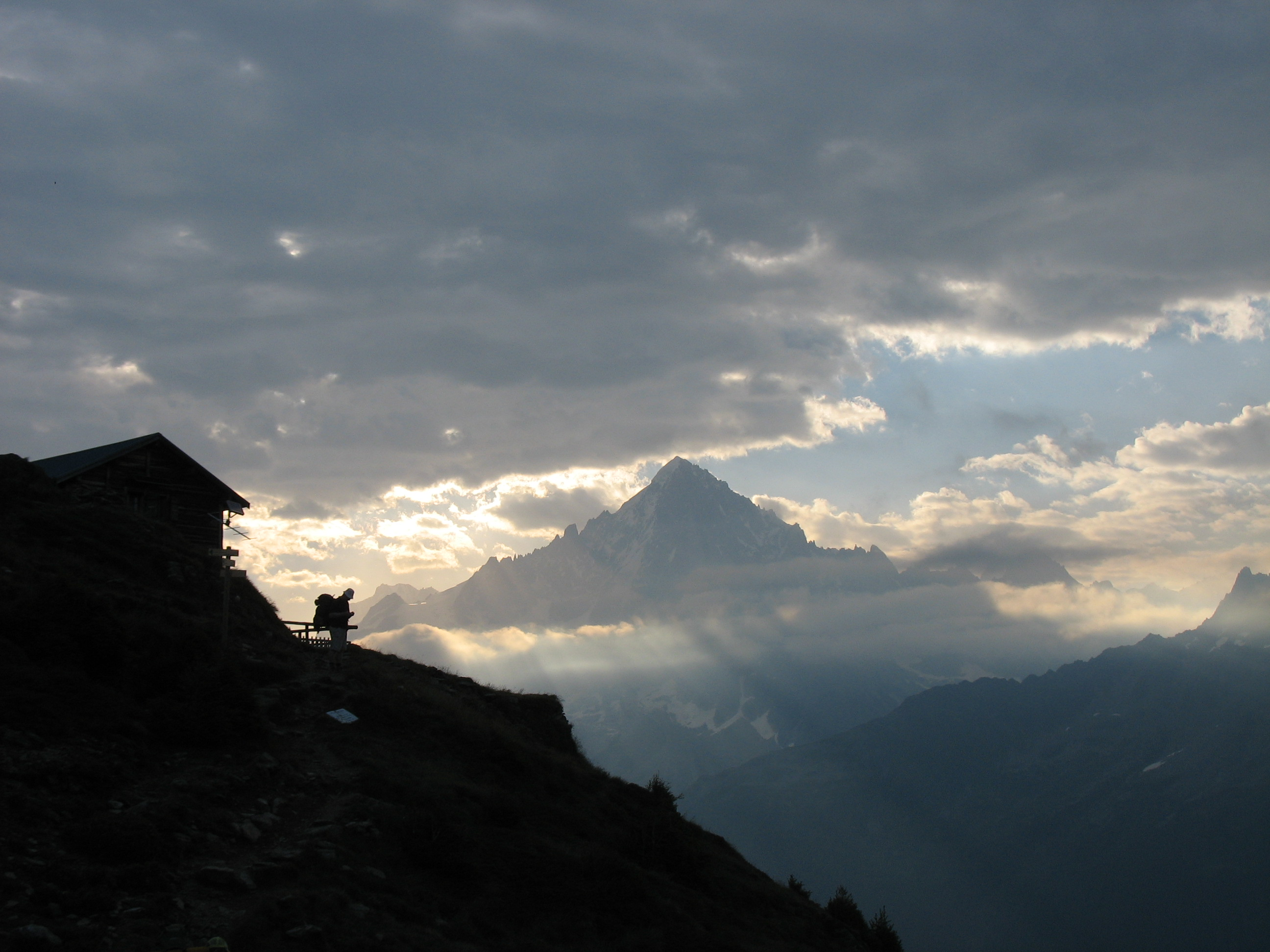
Путешественник готовится покинуть Refuge de Bel Lachat, Шамони, во французских Альпах, по маршруту тропы GR5.

Некоторые маршруты являются одноразовыми и могут использоваться только для пеших прогулок, езды на велосипеде, верховой езды, ходьбы на снегоступах и беговых лыж; другие, как в случае конных троп (англ. equestrian trails) в Великобритании, они универсальны и могут использоваться пешеходами, велосипедистами и наездниками. Есть также горные тропы, по которым проезжают грунтовые велосипеды и другие внедорожники, а в некоторых местах, например горные перевалы в Альпах, такие тропы используются для перемещения крупного рогатого скота и другого домашнего скота.
В зонах организованного туризма прокладываются экологические тропы — познавательные прогулочные маршруты. Существует частично реализованный проект Большой Байкальской тропы длиной 1800 км.
Некоторые туристические тропы имеют собственные названия: Тропа Грина в Крыму, Тропа Снежного Человека в Бутане.

## Использование

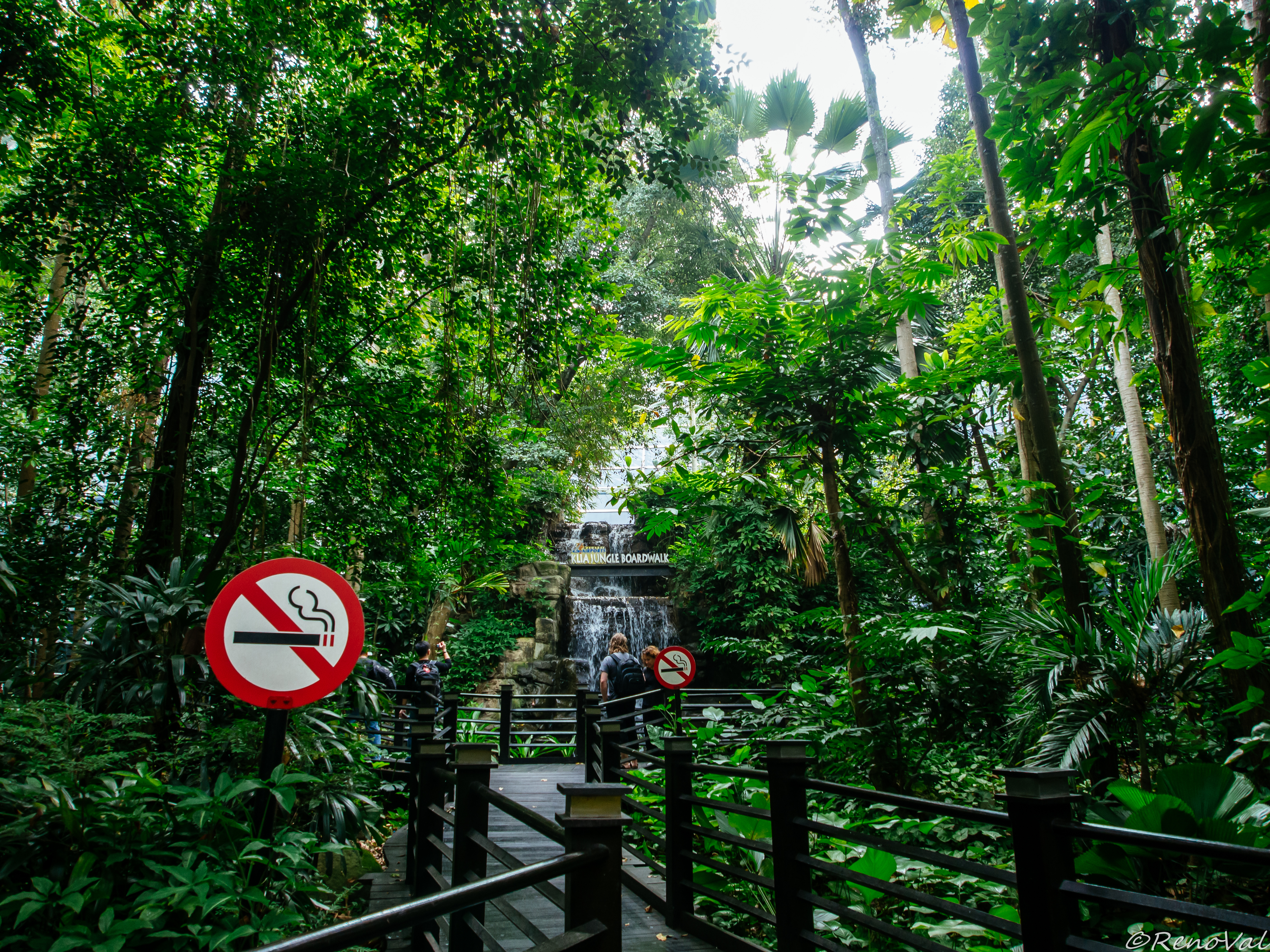
Тропа джунглей внутри международного аэропорта Куала-Лумпура

Растущая популярность катания на горных велосипедах привела к увеличению количества трасс для горных велосипедов во многих странах. Часто они группируются в более крупные комплексы, известные как центры троп (англ. trail centers).

## История

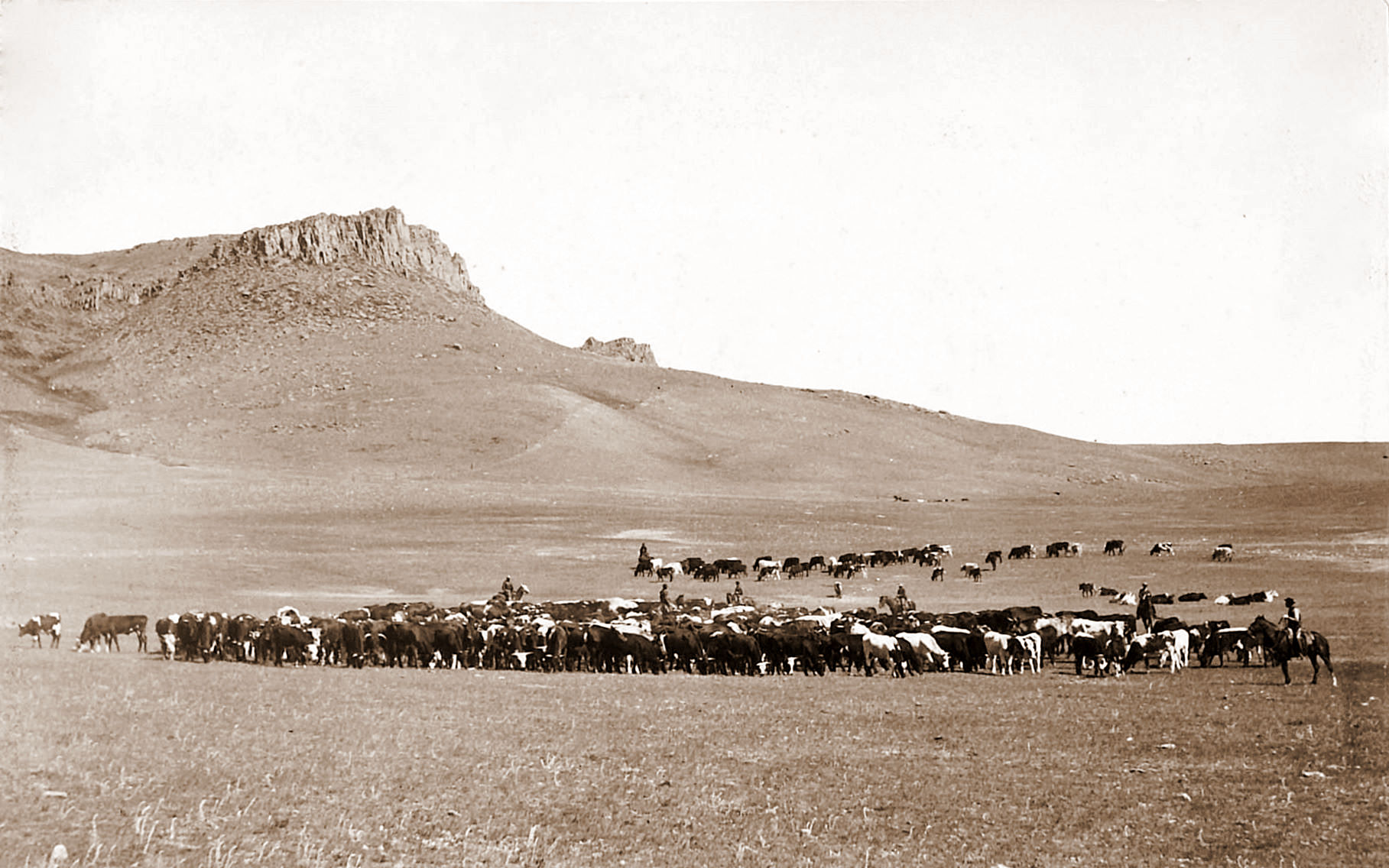
Перегон стада крупного рогатого скота возле Грейт-Фолс, штат Монтана, около 1890 года

Животные создали первые тропы, которые «позже адаптировал человек».
Идея следовать по тропе для упражнений или для удовольствия появилась в Европе в XVIII веке и возникла из-за изменения отношения к ландшафту и природе, связанного с романтизмом Раньше ходьба обычно указывала на бедность и ассоциировалась с бродяжничеством. В предыдущие века долгие прогулки были частью религиозного паломничества, и эта традиция продолжается во всем мире.

## Общая классификация троп

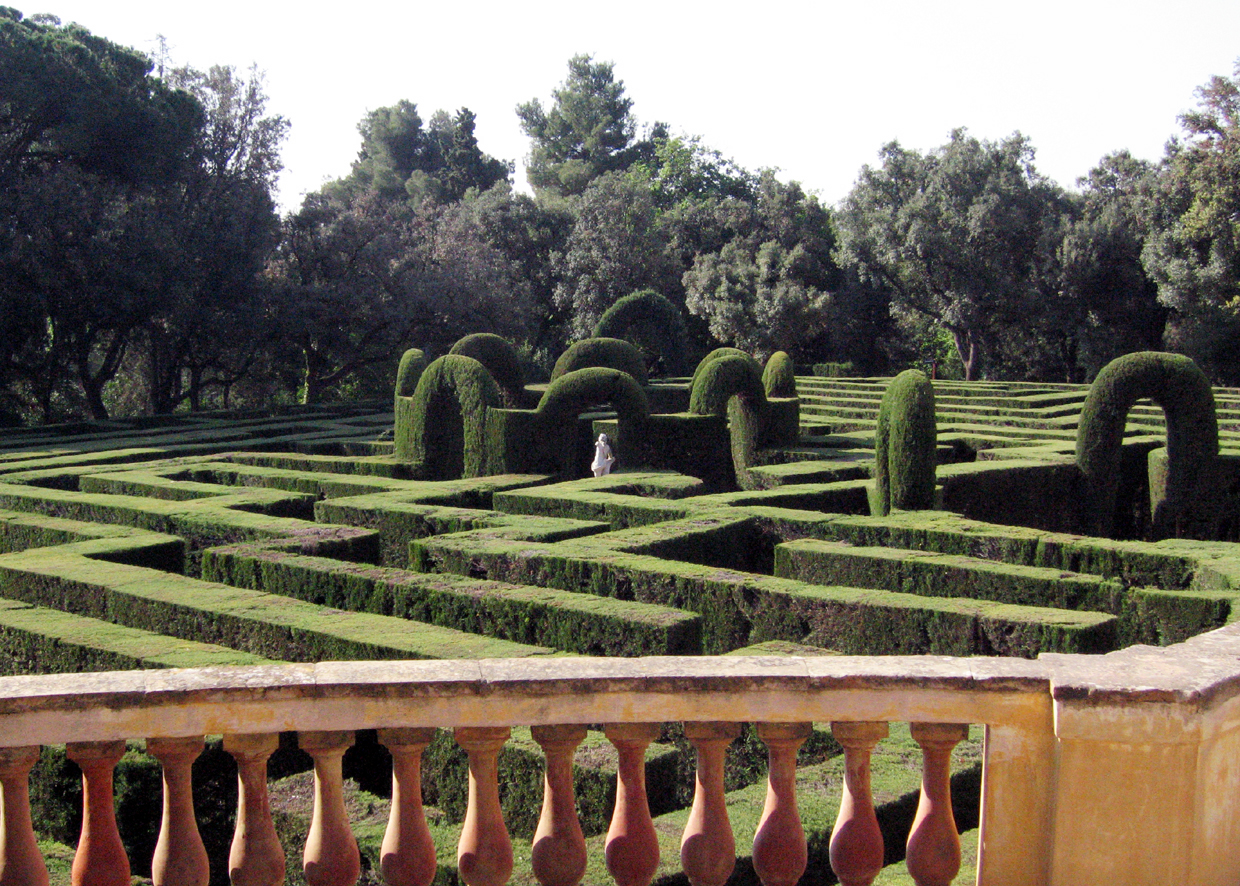
Парк «Лабиринт» в Барселоне

Тропы в зависимости от целей могут включать:
- Дорожки для людей с ограниченными возможностями и для инвалидов- колясочников;
- Сады и спроектированные ландшафты: в частных садах и в общественных местах; и в центрах для посетителей парка в качестве естественнонаучных природных троп в специально спроектированных садах дикой природы;
- Тип маршрута, который был довольно популярен в 1970-х и 1980-х годах, но менее популярен сегодня, — это маршрут для упражнений (также известный, как трим-трейл), который сочетает в себе бег и тренажеры;
- Беговые или беговые дорожки. Многие бегуны также предпочитают бег по тропам, а не по тротуару, поскольку они обеспечивают более интенсивную тренировку и помогают им развить лучшие навыки ловкости, а также создают более приятную среду для упражнений;
- Парки: в том числе общественные места, городские парки, соседние парки, линейные парки, ботанические сады, дендрарии и региональные парки;
- Сады скульптур и музеи под открытым небом, такие как скульптурные тропы и исторические интерпретирующие тропы;
- Обучающая и тематическая тропа, например «Экологическая тропа леопарда».

### Обособленные тропы или маршруты
Разделение троп, практика обозначения определенных маршрутов, как имеющих особо предпочтительное или исключительное использование для конных, пеших или велосипедистов, становится все более распространенным и разнообразным. Например, велосипедные маршруты используются не только на дорогах, открытых для автомобилей, но и в системах маршрутов, открытых для других участников движения. Некоторые маршруты разделены для совместного использования, как конными и горными велосипедистами, так и отдельно для конных, и отдельно горными велосипедистами (маунтинбайк). Маршруты, обозначенные в «пустынной местности», могут быть определены для использования «без колес», разрешая пешие прогулки и прогулки на лошадях, но не разрешая использование горных велосипедов и моторизованных транспортных средств.
Часто назначение трассы для конкретного использования сопровождается запретами на такое использование других трасс в рамках одной системы троп. Разделение трассы может поддерживаться информационными указателями, разметкой, дизайном и конструкцией трассы (особенно выбором материалов протектора и защитных барьеров). Разделение может быть достигнуто с помощью «естественных» барьеров, включая расстояние, канавы, крен, выравнивание и растительность, а также «искусственные» барьеры, включая ограждения, бордюры и стены.

### Конная тропа
Верховая езда и другие виды конного спорта по тропам продолжают оставаться популярным занятием для многих пользователей туристических маршрутов. Лошади обычно могут преодолевать те же тропы, что и туристы, но с некоторыми ограничениями, хотя им легче преодолевать препятствия на пути, такие как поваленые бревна. Двухсотлетняя Национальная Тропа (BNT) в Австралии является одной из самых длинных, простираясь 5330 км от Куктаун, Квинсленд, через Новый Южный Уэльс в Healesville, Виктория. Эта тропа пролегает вдоль изрезанного Большого водораздельного хребта через национальные парки, частные владения и дикие местности. Одна из целей заключалась в разработке тропы, которая соединяла бы тропы Брамби, сборные и запасные маршруты вдоль Большого Водораздельного хребта, что дает возможность легально проехать по маршрутам скотоводов и погонщиков, которые когда-то путешествовали по этим местам на вьючных лошадях. Эта тропа обеспечивает доступ к одной из самых диких и отдаленных стран мира. Национальная тропа Двухсотлетия подходит для самостоятельных всадников, любителей пеших прогулок и гонщиков на горных велосипедах.

### Велосипедные тропы

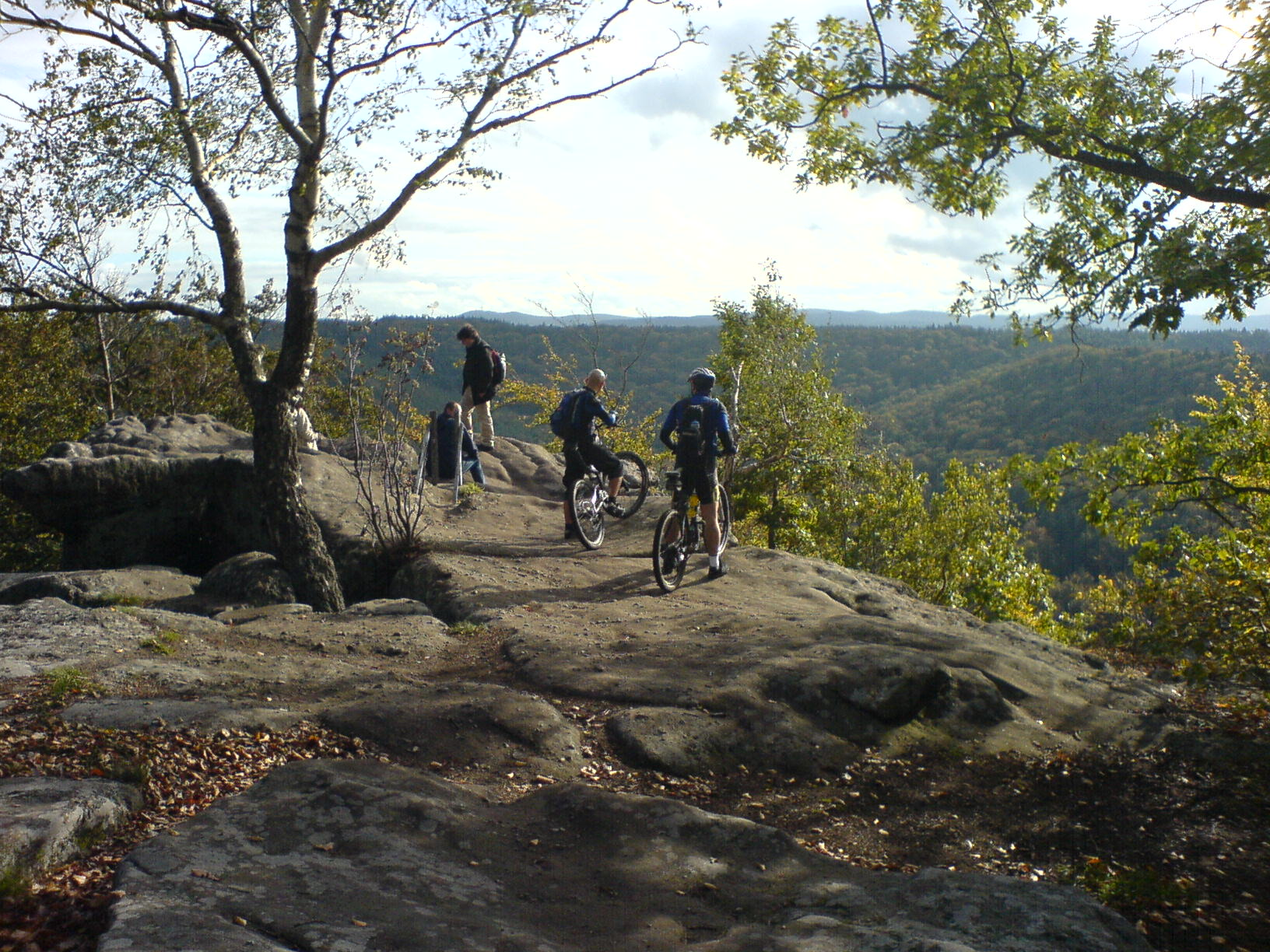
Путешественники и маунтинбайкеры на вершине Драхенфельс (Скала Дракона) в Пфальцском лесу, Германия

Велосипедные тропы включают в себя самые разные типы трасс, в том числе дорожки общего пользования, используемые для поездок на работу, внедорожные трассы для беговых лыж и маршруты для скоростных спусков на горных велосипедах. Количество внедорожных велосипедных маршрутов значительно увеличилось, вместе с популярностью маунтинбайков. Дорожки для маунтинбайка, как правило, зависят от функции и чаще всего обозначаются по маршруту отдельно. Они могут иметь форму отдельных троп или составлять часть более крупных систем, известных как центры маршрутов. Внедорожные маршруты часто включают сочетание сложной местности, Singletrack, гладкие fireroads и даже асфальтированные дорожки. Трассы с легкой или средней технической сложностью обычно считаются трассами для беговых лыж, тогда как трассы, трудные даже для опытных гонщиков, чаще называют all-mountain, freeride., или под гору. Спуск с горы популярен на горнолыжных курортах, таких как Mammoth Mountain в Калифорнии или Whistler Blackcomb в Британской Колумбии, где горнолыжные подъемники используются для подъема велосипедов и райдеров на вершину горы.
Велосипедные маршруты EuroVelo — это сеть (в настоящее время 17) велосипедных маршрутов на дальние расстояния, пересекающих Европу; к 2020 году было проложено более 90 000 км. EuroVelo — проект Европейской федерации велосипедистов.